# Leprous
Leprous je norveški rock sastav iz Notoddena, osnovan 2001. godine. Osnovao ga je pjevač i klavijaturist Einar Solberg s gitaristom Torom Oddmundom Suhrkeom.
Nakon što je objavila nekoliko demouradaka s relativno nestabilnim postavama, grupa je 2009. godine objavila debitantski studijski album Tall Poppy Syndrome. Ubrzo je privukla pozornost kao Ihsahnova prateća skupina (Ihsahn je Solbergov šogor); Ihsahn je pak na određenim Leprousovim albumima sudjelovao kao gostujući pjevač ili kao producent. Dodatnu pažnju Leprous je dobio objavom albuma Bilateral 2011. godine. Nakon objave dvaju albuma sličnoga glazbenoga stila, Coala (iz 2013.) i The Congregationa (iz 2015.), Leprous se na uratku Malina iz 2017. više posvetio elementima rocka nego metala; to je prvi uradak na kojem nema grubih vokala. Albumi sastava uglavnom dobivaju pozitivne kritike.

## Povijest

### Demouradci,Tall Poppy SyndromeiBilateral(2001. – 2012.)
Leprous je prije objave prvog studijskog albuma objavio dva demouratka: Silent Waters (iz 2004.) i Aeolia (iz 2006.); debitantski je studijski album, Tall Poppy Syndrome, snimio u kolovozu 2008. godine. Američka diskografska kuća Sensory Records potpisala je ugovor sa sastavom i album je objavljen u svibnju 2009. godine. Alex Henderson iz AllMusica pohvalio je taj uradak zbog toga što je označio odmak od "mentaliteta tipičnog za vrijeme prije devedesetih" kojeg se suvremena scena progresivnog metala "tvrdoglavo drži" tako što je spojio utjecaj Pink Floyda i King Crimsona s izvođačima alternativnog metala kao što je Tool.
Album je dobio pozitivne kritike, a sama je skupina dobila pozornost kao prateći sastav Ihsahna, bivšemu frontmenu Emperora, čija je supruga Starofash sestra Leprousova pjevača i klavijaturista Einara Solberga. Godine 2010. Leprous je nastupio na festivalima ProgPower USA i ProgPower Europe, a naknadno je podržao Therion na njegovoj europskoj turneji. Nakon te turneje grupa je izjavila da ju je napustio basist Halvor Strand i da ga je zamijenio Rein Blomquist.
Koncem veljače 2011. skupina je izjavila da je potpisala ugovor s diskografskom kućom Inside Out i da će diljem svijeta njezine albume distribuirati Century Media. Prvi album sastava koji je objavio Inside Out Records, Bilateral, objavljen je 22. kolovoza 2011. u Europi i dan kasnije u Sjevernoj Americi. Sadrži ilustracije američkog nadrealističkog umjetnika Jeffa Jordana i španjolskog dizajnera Ritxija Ostariza. Kao gostujući pjevač na uratku se pojavio Ihsahn, dok je trubu svirao Vegard Sandbukt.

### CoaliThe Congregation(2013. – 2016.)
Dana 20. svibnja 2013. Leprous je objavio treći studijski album, Coal. Solberg ga je opisao "melankoličnijim i mračnijim albumom od zaigranijega Bilaterala. Pod "mračniji" ne mislim agresivniji, nego intenzivniji. Dinamika je i dalje raznovrsna, ali unutar svake pjesme nema naglih promjena u atmosferi."
Grupa je 5. svibnja 2014. izjavila da ju napušta bubnjar Tobias Ørnes Andersen. Zamijenio ga je Baard Kolstad, koji je svirao s Leprousom tijekom njegove promidžbene turneje za album Coal 2013. godine. Skupina je u priopćenju također otkrila da radi na materijalu za idući album.
Inside Out Music 25. je svibnja 2015. godine objavila album The Congregation. Glazbeni spot za pjesmu "The Price" objavljen je 8. travnja te godine. Dana 30. travnja 2015. objavljena je još jedna pjesma s albuma, "Rewind".

### MalinaiPitfalls(2017. – danas)
Dana 1. ožujka 2017. Leprous je na svojoj službenoj stranici na Facebooku najavio da će novi uradak biti objavljen te godine. Taj je album, Malina, objavljen 25. kolovoza 2017. godine i označio je preokret u glazbenom stilu skupine – s većim utjecajem elemenata rock glazbe nego metala.
Skupina je 1. lipnja 2018. objavila novi singl, "Golden Prayers".
Leprous je 25. siječnja 2019. objavio obradu pjesme "Angel" Massive Attacka, kao i popratni glazbeni spot. Sastav je već koncem 2018. godine počeo svirati tu pjesmu na koncertima.
Početkom 2019. Leprous je otišao u studio kako bi snimio šesti studijski album. Taj je uradak, Pitfalls, službeno najavljen 26. kolovoza 2019. uz obavijest da će biti objavljen 25. listopada te godine; u objavi na Facebooku sastav je također podijelio naslovnicu i popis pjesama.

## Glazbeni stil i utjecaji
Leprousov glazbeni stil često se karakterizira kao progresivni metal ili progresivni rock zbog njegovih progresivnih elemenata kao što su neobične harmonija, stila pjevanja i spajanja različitih žanrova. Zvuk sastava također se kategorizira kao avangardni metal i alternativni metal. Međutim, sama skupina nije istaknula pripadnost ni jednom glazbenom žanru.
Einar Solberg i Tor Oddmund Suhrke, jedini stalni članovi u postavi skupine, glavni su autori pjesama. Solberg je izjavio da ga nadahnjuju Radiohead, Massive Attack, Arvo Pärt, Susanne Sundfør, Behemoth i The Prodigy, kao i analogni progresivni sastavi kao što su Porcupine Tree i The Dillinger Escape Plan. Suhrke je kao četiri glazbenika koji su ga nadahnuli u sviranju gitare naveo Omara Rodríguez-Lópeza iz The Mars Volte, Mikaela Åkerfeldta iz Opetha, Stevena Wilsona iz Porcupine Treeja i Bena Weinmana iz The Dillinger Escape Plana.

## Članovi sastava
| Trenutačni članovi - Einar Solberg – vokali, klavijature (2001. – danas) - Tor Oddmund Suhrke – gitara, prateći vokali (2001. – danas) - Baard Kolstad – bubnjevi (2014. – danas) - Simen Børven – bas-gitara (2017. – danas) - Robin Ognedal – gitara (2017. – danas) Trenutačni koncertni članovi - Raphael Weinroth-Browne – violončelo, klavijature, prateći vokali (2017. – danas) | Bivši članovi - Stian Lonar – bas–gitara (2001. – 2002.) - Esben Meyer Kristensen – gitara (2001. – 2003.) - Kenneth Solberg – gitara (2001. – 2003., 2003. – 2004.) - Truls Vennman – bubnjevi (2001. – 2005.) - Halvor Strand – bas-gitara (2002. – 2010.) - Øystein Landsverk – gitara, prateći vokali (2004. – 2017.) - Tor Stian Borhaug – bubnjevi (2005. – 2007.) - Tobias Ørnes Andersen – bubnjevi (2007. – 2014.) - Rein Blomquist – bas-gitara (2010. – 2013.) - Martin Skrebergene – bas-gitara (2013. – 2015.) Bivši koncertni članovi - Baard Kolstad – bubnjevi (2013.) - Simen Daniel Børven – bas-gitara (2015. – 2017.) - Petter Hallaråker – gitara (2015.) - Robin Ognedal – gitara (2016.) |

## Diskografija
Studijski albumi
- Tall Poppy Syndrome (2009.)
- Bilateral (2011.)
- Coal (2013.)
- The Congregation (2015.)
- Malina (2017.)
- Pitfalls (2019.)
- Aphelion (2021.)
- Melodies of Atonement (2024.)

## Vanjske poveznice

### Sestrinski projekti
|  | Zajednički poslužitelj ima još gradiva o temi Leprous |

### Mrežna mjesta
- Službeno mrežno mjesto sastava